# Fred Astaire
Fred Astaire (született Frederick Austerlitz, Omaha, Nebraska, 1899. május 10. – Los Angeles, 1987. június 22.) többszörös Emmy- és Golden Globe-díjas amerikai filmsztár, táncos a Broadwayn, énekes és színész volt. 76 éves karrierje alatt 31 musicalben szerepelt. Sokszor dolgozott együtt Ginger Rogersszel, akivel tíz filmben szerepeltek együtt.
George Balanchine és Nurejev tette őt a 20. század legnagyobb táncosává. Ezért a „Minden idők legnagyobb férfi sztárja” címet (Greatest Male Star of All Time) kapta. Gene Kelly egyszer azt mondta: „a tánc története a filmvásznon Astaire-rel kezdődik” – ekkor jelent meg a musicalek frontembere a filmvásznon. Oscar Peterson négykötetes áttekintő albumot készített munkásságából, mely 1999-ben díjat is nyert.

## Élete
Apja, Frederick E. Austerlitz, zsidó származású osztrák katolikus emigráns sörfőző volt, anyja, Ann Gelius Austerlitz, az Amerikai Egyesült Államokban született evangélikus német szülőktől. Fred 1905-ben testvérével, Adellel lépett fel, teljesítményük lenyűgözte a Broadway bizottságát, akik le is szerződtették a vaudeville-ben fellépő testvérpárt.
Fred Astaire magáról mindig azt nyilatkozta, hogy nem tud énekelni, mégis rengeteg korabeli sláger főződik nevéhez, mint például a: Night and Day, az Isn't This a Lovely Day vagy a Cheek to Cheek. Bár sosem hozta nyilvánosságra politikai nézeteit, mindenki tudta, hogy a konzervatív republikánus párt nagy támogatója volt.
Életét sokszor meg szerették volna filmesíteni, de ezeket az ajánlatokat mindig elutasította: „Bármennyivel is kínáltak – ahogy kínálnak most is –, nem adom el magam.” Végrendelete tartalmazott egy záradékot, melyben azt kérte, soha ne készüljön filmváltozat életéből, mert nem szerette volna, hogy félreértelmezzék életét. Tüdőgyulladásban halt meg 1987. június 22-én. A kaliforniai Oakwood Memorial Park-ban nyugszik. Utolsó kívánsága az volt, hogy hadd köszönje meg rajongói támogatását.

## Filmjei
- 1933 – A táncoló hölgy musical
- 1933 – Flying Down to Rio vígjáték
- 1934 – Continental (The Gay Divorcee) zenés vígjáték
- 1935 – Roberta musical
- 1935 – Frakkban és klakkban zenés vígjáték
- 1936 – Dalol a flotta zenés vígjáték
- 1936 – Egymásnak születtünk zenés vígjáték
- 1937 – Táncolj velem zenés vígjáték
- 1937 – A Damsel in Distress musical
- 1938 – Carefree vígjáték
- 1939 – Tánc a Föld körül musical
- 1940 – Broadway Melody 1940 musical
- 1940 – Táncoljunk együtt! (Második lehetőség) romantikus vígjáték
- 1941 – Táncoslábú rekruták musical
- 1942 – Egész évben farsang musical
- 1942 – Ismeretlen imádó musical
- 1943 – Légből kapott vőlegény zenés vígjáték
- 1945 – Yolanda és a tolvaj musical
- 1946 – Ziegfeld Follies zenés vígjáték
- 1946 – Blue Skies musical
- 1948 – Húsvéti parádé musical
- 1949 – Táncolj a Broadwayn! zenés vígjáték
- 1950 – Három kis szó musical
- 1950 – Táncoljunk musical
- 1951 – Királyi esküvő zenés vígjáték
- 1952 – New York szépe musical
- 1953 – A zenevonat zenés vígjáték
- 1955 – Daddy Long Legs zenés film
- 1957 – Mókás arc zenés vígjáték, Dick Avery, fotográfus
- 1957 – Selyemharisnya musical
- 1962 – The Notorious Landlady vígjáték
- 1968 – Finian's Rainbow családi film
- 1974 – Pokoli torony katasztrófa film
- 1976 – Hollywood, Hollywood! dokumentum musical (narrátor és rendező)